# (481817) 2008 UL90
(481817) 2008 UL90 es un asteroide que forma parte de los asteroides Atira, descubierto el 26 de octubre de 2008 por el equipo del Mount Lemmon Survey desde el Observatorio del Monte Lemmon, Arizona, Estados Unidos.

## Designación y nombre
Designado provisionalmente como 2008 UL90.

## Características orbitales
2008 UL90 está situado a una distancia media del Sol de 0,6950 ua, pudiendo alejarse hasta 0,9590 ua y acercarse hasta 0,4310 ua. Su excentricidad es 0,379 y la inclinación orbital 24,30 grados. Emplea 211,640 días en completar una órbita alrededor del Sol.

## Características físicas
La magnitud absoluta de 2008 UL90 es 18,6.